# Sweep tapping
El sweep tapping es la técnica de guitarra eléctrica que fusiona dos técnicas básicas, el sweep picking y el tapping y consta de utilizar ambas manos para tocar, de manera veloz, un arpegio. En el caso de un guitarrista diestro, la mano izquierda forma el arpegio mientras que la derecha en vez de utilizar la púa, utiliza la técnica de tapping, para crear así un sonido más melódico ya que la cantidad de notas que suenan es mayor que en la técnica de economía de plecto (púa) o más conocida como sweep picking o barrido. Utiliza la púa entre el dedo de en medio y el pulgar, mientras el dedo índice hace el tapping y el arpegio con la púa, alternando dedo y púa en una secuencia a gusto propio. Entre los guitarristas que emplean esta técnica se encuentran Michael Romeo, Christian Münzner, Jari Mäenpää, etc.  
- Datos: Q6136630